# كأس الإنتركونتيننتال للسيدات 2001
كأس الإنتركونتيننتال للسيدات، هي النسخة السادسة من بطولة هوكي الميدان أو هوكي الحقل للسيدات. أقيمت البطولة في الفترة من 17 إلى 30 سبتمبر، في مدينتين مضيفتين، هما: أبفيل وأميان في فرنسا.
فازت إنجلترا بالبطولة لأول مرة، وذلك بعد تغلبها على روسيا 4-0 في المباراة النهائية. بينما احتلت أوكرانيا المركز الثالث، بعد تغلبها على اليابان 4-3 بركلات الترجيح، بعد التعادل في المباراة 1-1.
كانت البطولة بمثابة تصفيات لكأس العالم لهوكي السيدات 2002م FIH في بيرث، حيث تأهلت الفرق الستة الأولى تلقائيًا. كما تأهل الفريق صاحب المركز السابع إلى سلسلة المباريات الفاصلة المكونة من ثلاث مباريات والتي أقيمت في كانوك، والتي كان من المقرر أن تلعب ضد الولايات المتحدة.

## التأهل
حصلت الاتحادات الخمس على حصص للفرق المشاركة، تم تخصيصها من قبل الاتحاد الدولي للهوكي على أساس التصنيف العالمي للاتحاد الدولي للهوكي. وشاركت تلك الفرق في بطولاتها القارية الخاصة بها، غير أنها لم تتمكن من التأهل من خلالها، وحصلت على فرصة للتأهل من خلال هذه البطولة، وذلك بناءً على الترتيب النهائي في كل مسابقة.
| تاريخ            | الحدث                             | موقع               | المؤهلون                                                      |
| ---------------- | --------------------------------- | ------------------ | ------------------------------------------------------------- |
| 7-11 نوفمبر 1998 | كأس الأمم الأفريقية للهوكي 1998   | هراري ، زيمبابوي   | — 1                                                           |
| 18–29 أغسطس 1999 | بطولة الأمم الأوروبية للهوكي 1999 | كولونيا ، ألمانيا  | إنجلترا روسيا إسكتلندا أوكرانيا ليتوانيا أيرلندا فرنسا بلجيكا |
| 2-10 ديسمبر 1999 | كأس آسيا للهوكي 1999              | نيودلهي ، الهند    | الهند اليابان كازاخستان ماليزيا                               |
| 8-18 مارس 2001   | كأس عموم أمريكا 2001              | كينغستون ، جامايكا | —2                                                            |

^1 – انسحبت كينيا من المشاركة.
 ^2 – انسحبت الولايات المتحدة من المشاركة.

## الفرق
وفيما يلي قائمة الفرق المشاركة.

### بلجيكا
(1.) دافني هيسكين، (2.) آن صوفي دي شيميكر، (3.) شارلوت دي فوس، (4.) إيزابيل واجيمانز، (5.) مايتي ديكينزي، (6.) ماجالي ديمير، (7.) أوليفيا بوش، (8). باربرا ديكينزي، (16.) إلك ميرتنز، (17.) آن صوفي فان ريجيمورتيل، و (18.) ميك فانديفين.

### كندا
(3.) ليزا فاوست، (4.) إيمي ماكفارلين، (5.) ديب كوثبرت، (6.) جيني جونسون، (7.) سو تينجلي، (8.) أوبين غرايمز، (9.) جوليا وونغ، (10.) كريستين تاونتون، (11.) كارين ماكنيل، (12.) كارلا سومرفيل، (13.) لوريلي كوبيك، (15.) ميشيل بوير، (16.) بيكي برايس، (19.) أندريا راشتون، (20.) كيلي ريزانسوف، (22) إميلي ريكس، (23) آمي أغولاي (حارسة)، (30) كريستا تومسون (حارسة). المدرب الرئيسي: غرايم "بوتش" وورث.

### إنجلترا
(1.) آنا بينيت، (2.) جيني بيمسون، (3.) سارة بلانكس، (5.) ميلاني كليوو (قائدة)، (6.) تينا كولين، (7.) هيلين جرانت، (9.) ليسا كينج، (10.) دينيس مارستون سميث، (11.) بيردي ميلر، (12.) ماندي نيكلسون، (13.) كارولين ريد (حارسة مرمى)، (16.) هيلاري روز (حارسة مرمى)، (17.) جين سميث، (١٨) رايتشل ووكر، (١٩) كيت والش، (٢١) لوسيلا رايت، (٢٤) كيري مور، (٢٦) فرانسيس هاوسلوب، و(٢٧) إيزابيل بالمر. المدربة الرئيسية: تريشيا هيبرل.

### الهند
تينجليما تشانو (حارس مرمى وكابتن)، هيلين ماري (حارس مرمى)، أمانديب كور، سومان بالا، كانتي با، سيتا جوسين، سوماري تيتي، أغنيسيا لوجون، ماسيرا سورين، نيها سينغ، مانجيندر كور، جيوتي سونيتا كولو، ساجاي إيبيمال تشانو، سوراج لاتا ديفي، باكبي ديفي، أدلين كيركيتا، مامتا خراب و سوريندر كور. المدرب الرئيسي: أجاي كومار بانسال.

### إيرلندا
(1.) تارا براون (حارس مرمى)، (2.) أنجيلا بلات (حارس مرمى)، (3.) أرلين بويلز، (4.) جيني بيرك، (5.) ليندا كولفيلد، (6.) إيمير كريجان، (7.) كارين همفريز، (8.) راشيل كولر، (9.) لورا لي، (10.) باميلا ماجيل، (11.) جيني ماكدونو، (12.) كاثي ماكين، (13.) كلير ماكماهون، (14.) لينسي ماكفيكر، (15.) [[سيارا أوبراين، (16.) جيل أوربينسون، (17.) سارة راند، و(18.) دافني سيكسميث. المدرب الرئيسي: ريت كوبر.

### اليابان
(1). (10.) ناوكو سايتو، (11.) توشي تسوكوي، (12.) ري تيرازونو، (13.) تشي كيمورا، (14.) كاوري تشيبا، (16.) يوكاري ياماموتو، (17.) يوكيكو سوزوكي، (19.) ميكو يوكوتا، (21.) يوكو موريشيتا، و (22.) أكيكو كيتادا. المدرب الرئيسي: كازونوري كوباياشي.

### كازاخستان
(1.) ناديجدا سومكينا (حارس مرمى)، (3.) جاليما كارابالينوفا، (4.) أولغا كيكيليفا، (5.) أوكسانا بيركالييفا، (6.) إيكاترينا جوكالينا، (7.) إيلينا سفيرسكايا، (8.) أينورا موتالابوفا، (9.) إيلينا أبلجانيتز، (10.) إيلينا ليند، (11.) جولنارا إيمانجاليفا، (12.) تاتيانا مارشينكو (الكابتن)، (13.) أولجا أبلجانيتز، (14.) أولجا شيلومانوفا، (15.) ناتاليا بودشيفالوفا، (16.) ماريا توسوبزانوفا (حارس مرمى)، و (18.) ناتاليا درياموفا.

### ماليزيا
(1.) ليم سيو جيك، (2.) كاثرين لومبور، (3.) نورهاليزا عبد الرحمن، (4.) نورفاراها هاشم، (6.) روزميمي جمالاني، (7.) ليزا لودونغ، (8.) دارينغ نيوكين، (9.) ديفاليلا ديفاداسان، (10.) ماري ألونغ، (11.) تشي إينان ملاتي تشي إبراهيم، (12.) حميدة بيرانغ، (13.) منازية موليم، (14.) نورساليزا أحمد سوبني، (15.) نورليزا سهلي، (16.) [[إرناواتي] محمود ]] ، (18.) أنجيلا قيس، (20.) أيو أفنيدا همداني، و(21.) فيمالا سوبرامانيام.

### أوكرانيا
(1). تيتيانا كوبزينكو (الكابتن)، (9.) سفيتلانا كولوميتس، (10.) أولينا ميخالشينكو، (11.) ناتاليا فاسيوكوفا، (12.) زانا سافينكو، (13.) مارينا ليتفينشوك، (14.) تيتيانا سالينكو، (15.) سفيتلانا بيترينكو، (16.) أولغا فيسيون، (17.) مارينا بيروهوفا، و (18.) ليودميلا فيهانيايلو. المدرب الرئيسي: جوك تيتيانا.

### أورجواي
(1.) أندريا فازيو (حارس مرمى)، (2.) يوجينيا كيارا، (3.) بيتيانا سيريتا، (4.) أجوستينا كاربوني، (5.) فلورنسيا كاستانيولا (كابتن)، (6.) باتريشيا بوينو، (7.) ماريا إينيس رايز، (8.) روزاريو دي لوس سانتوس، (9.) آنا هيرنانديز، (10.) باتريشيا كارلوتشيو، (11.) فيرجينيا سيلفا، (12.) روزانا باسيل (حارس مرمى)، (13.) أدريانا بولوسا، (14.) كارلا مارغني، (15.) فيرجينيا كاسابو، (16.) لورا برادينز، (17.) فيرونيكا توت، و (18.) إلينورا ريبولو. المدرب الرئيسي: خورخي نورفاي.

## نتائج
جميع الأوقات بتوقيت وسط أوروبا الصيفي ( UTC+02:00 )

### الجولة التمهيدية

#### المجموعة A
| م | الفريق     | لعب | ف | ت | خ | أ.له | أ.ع | أ.ف | نقاط |
| - | ---------- | --- | - | - | - | ---- | --- | --- | ---- |
| 1 | إنجلترا    | 6   | 6 | 0 | 0 | 20   | 3   | +17 | 18   |
| 2 | أوكرانيا   | 6   | 3 | 2 | 1 | 19   | 17  | +2  | 11   |
| 3 | الهند      | 6   | 3 | 1 | 2 | 14   | 5   | +9  | 10   |
| 4 | أيرلندا    | 6   | 3 | 1 | 2 | 9    | 4   | +5  | 10   |
| 5 | فرنسا (H)  | 6   | 2 | 1 | 3 | 7    | 13  | −6  | 7    |
| 6 | كازاخستان  | 6   | 1 | 1 | 4 | 6    | 12  | −6  | 4    |
| 7 | الأوروغواي | 6   | 0 | 0 | 6 | 1    | 22  | −21 | 0    |

| 17 سبتمبر 2001 11:00 |

| الهند                | 2–0    | الأوروغواي |
| -------------------- | ------ | ---------- |
| جوسين 20' · جوتي 21' | Report |            |

| ملعب: نادي أبيفيليوس، أبيفيل |

| 17 سبتمبر 2001 13:30 |

| أوكرانيا                                                                  | 6–4    | كازاخستان                                |
| ------------------------------------------------------------------------- | ------ | ---------------------------------------- |
| سافينكو 4'، 29' · كولوميتس 24' · كوبزينكو 30' · فريتشي 50' · فاسيكوفا 57' | Report | سفيرسكايا 32'، 64' · شيليمانوفا 48'، 51' |

| ملعب: نادي أبيفيليوس، أبيفيل |

| 17 سبتمبر 2001 17:00 |

| فرنسا | 0–4    | إنجلترا                              |
| ----- | ------ | ------------------------------------ |
|       | Report | بينيت 12' · رايت 37' · كينج 43'، 50' |

| ملعب: نادي أبيفيليوس، أبيفيل |

| 19 سبتمبر 2001 10:30 |

| كازاخستان           | 2–0    | الأوروغواي |
| ------------------- | ------ | ---------- |
| Apelganetz 44'، 64' | Report |            |

| ملعب: نادي أميان، أميان |

| 19 سبتمبر 2001 13:00 |

| أيرلندا      | 1–0    | الهند |
| ------------ | ------ | ----- |
| McVicker 31' | Report |       |

| ملعب: نادي أميان، أميان |

| 19 سبتمبر 2001 18:00 |

| أوكرانيا                   | 2–6    | إنجلترا                                                          |
| -------------------------- | ------ | ---------------------------------------------------------------- |
| Kobzenko 32' · Salenko 67' | Report | Clewlow 11'، 23' · Blanks 23' · جاين سميث ‏ 24'، 64' · Cullen 41' |

| ملعب: نادي أميان، أميان |

| 20 سبتمبر 2001 13:00 |

| أيرلندا                                      | 6–0    | الأوروغواي |
| -------------------------------------------- | ------ | ---------- |
| Burke 17'، 53'، 57'، 65' · McVicker 29'، 44' | Report |            |

| ملعب: نادي أميان، أميان |

| 20 سبتمبر 2001 18:00 |

| أوكرانيا                                                  | 4–3    | فرنسا                           |
| --------------------------------------------------------- | ------ | ------------------------------- |
| Bilyalova 2' · Kobzenko 5' · Kolomiyets 19' · Savenko 22' | Report | Lazennec 27'، 57' · Delloye 40' |

| ملعب: نادي أميان، أميان |

| 20 سبتمبر 2001 20:30 |

| إنجلترا  | 1–0    | كازاخستان |
| -------- | ------ | --------- |
| Lind 57' | Report |           |

| ملعب: نادي أميان، أميان |

| 22 سبتمبر 2001 13:00 |

| الهند                    | 2–2    | أوكرانيا                     |
| ------------------------ | ------ | ---------------------------- |
| Surinder 26' · Suman 58' | Report | Kolomiyets 13' · Salenko 39' |

| ملعب: نادي أبيفيليوس، أبيفيل |

| 22 سبتمبر 2001 15:30 |

| كازاخستان | 0–0    | فرنسا |
| --------- | ------ | ----- |
|           | Report |       |

| ملعب: نادي أبيفيليوس، أبيفيل |

| 22 سبتمبر 2001 18:00 |

| إنجلترا                 | 2–0    | أيرلندا |
| ----------------------- | ------ | ------- |
| Miller 24' · Walker 58' | Report |         |

| ملعب: نادي أبيفيليوس، أبفيل |

| 23 سبتمبر 2001 13:00 |

| أوروغواي         | 1–4    | أوكرانيا                                      |
| ---------------- | ------ | --------------------------------------------- |
| A. Hernández 65' | Report | Bilayova 29' · Fritche 31' · Savenko 35'، 41' |

| ملعب: نادي أميان، أميان |

| 23 سبتمبر 2001 18:00 |

| فرنسا       | 1–0    | أيرلندا |
| ----------- | ------ | ------- |
| Bergere 56' | Report |         |

| ملعب: نادي أميان، أميان |

| 23 سبتمبر 2001 20:30 |

| إنجلترا                  | 2–1    | الهند     |
| ------------------------ | ------ | --------- |
| King 9' · جاين سميث ‏ 24' | Report | Jyoti 50' |

| ملعب: نادي أميان، أميان |

| 25 سبتمبر 2001 10:30 |

| كازاخستان | 0–1    | أيرلندا     |
| --------- | ------ | ----------- |
|           | Report | McVicker 8' |

| ملعب: نادي أميان، أميان |

| 25 سبتمبر 2001 15:30 |

| فرنسا | 0–5    | الهند                                         |
| ----- | ------ | --------------------------------------------- |
|       | Report | Mamta 10'، 70' · Sanggai 51' · Jyoti 58'، 65' |

| ملعب: نادي أميان، أميان |

| 25 سبتمبر 2001 18:00 |

| أوروغواي | 0–5    | إنجلترا                                                         |
| -------- | ------ | --------------------------------------------------------------- |
|          | Report | Bimson 7' · King 9' · جاين سميث ‏ 25' · Cullen 35' · Clewlow 55' |

| ملعب: نادي أميان، أميان |

| 26 سبتمبر 2001 13:00 |

| أيرلندا      | 1–1    | أوكرانيا     |
| ------------ | ------ | ------------ |
| Orbinson 48' | Report | Kobzenko 38' |

| ملعب: نادي أبيفيليوس، أبفيل |

| 26 سبتمبر 2001 15:30 |

| الهند                                               | 4–0    | كازاخستان |
| --------------------------------------------------- | ------ | --------- |
| Surinder 16' · Amandeep 21' · Chanu 32' · Suman 37' | Report |           |

| ملعب: نادي أبيفيليوس، أبفيل |

| 26 سبتمبر 2001 18:00 |

| أوروغواي | 0–3    | فرنسا                                |
| -------- | ------ | ------------------------------------ |
|          | Report | Dutel 15' · Lazennec 32' · Morin 68' |

| ملعب: نادي أبيفيليوس، أبفيل |

#### المجموعة B
| م | الفريق   | لعب | ف | ت | خ | أ.له | أ.ع | أ.ف | نقاط |
| - | -------- | --- | - | - | - | ---- | --- | --- | ---- |
| 1 | روسيا    | 6   | 5 | 1 | 0 | 25   | 5   | +20 | 16   |
| 2 | اليابان  | 6   | 5 | 1 | 0 | 17   | 1   | +16 | 16   |
| 3 | ليتوانيا | 6   | 3 | 1 | 2 | 13   | 10  | +3  | 10   |
| 4 | إسكتلندا | 6   | 3 | 1 | 2 | 11   | 8   | +3  | 10   |
| 5 | كندا     | 6   | 2 | 0 | 4 | 10   | 8   | +2  | 6    |
| 6 | ماليزيا  | 6   | 1 | 0 | 5 | 9    | 29  | −20 | 3    |
| 7 | بلجيكا   | 6   | 0 | 0 | 6 | 6    | 30  | −24 | 0    |

| 18 سبتمبر 2001 13:00 |

| بلجيكا | 0–5    | اليابان                                                   |
| ------ | ------ | --------------------------------------------------------- |
|        | Report | Morimoto 30'، 42' · Tsukui 38' · Morishita 50' · Iwao 59' |

| ملعب: نادي أبيفيليوس، أبفيل |

| 18 سبتمبر 2001 15:30 |

| ليتوانيا                           | 2–2    | إسكتلندا                   |
| ---------------------------------- | ------ | -------------------------- |
| Petrutytė 32' · Gaidamaviciutė 53' | Report | Simpson 7' · MacDonald 23' |

| ملعب: نادي أبيفيليوس، أبفيل |

| 18 سبتمبر 2001 18:00 |

| كندا | 0–1    | روسيا           |
| ---- | ------ | --------------- |
|      | Report | Bassaitchuk 24' |

| ملعب: نادي أبيفيليوس، أبفيل |

| 19 سبتمبر 2001 15:30 |

| اليابان                     | 3–0    | ليتوانيا |
| --------------------------- | ------ | -------- |
| Miura 15'، 57' · Kitada 19' | Report |          |

| ملعب: نادي أبيفيليوس، أبفيل |

| 19 سبتمبر 2001 18:00 |

| إسكتلندا | 0–4    | روسيا                                                 |
| -------- | ------ | ----------------------------------------------------- |
|          | Report | Polovkova 32'، 55' · Velmatkima 43' · Vassioukova 57' |

| ملعب: نادي أبيفيليوس، أبفيل |

| 19 سبتمبر 2001 20:30 |

| كندا                                | 4–1    | ماليزيا      |
| ----------------------------------- | ------ | ------------ |
| MacNeill 15' · Grimes 29'، 50'، 54' | Report | Munaziah 47' |

| ملعب: نادي أبيفيليوس، أبفيل |

| 21 سبتمبر 2001 10:30 |

| ماليزيا     | 1–3    | إسكتلندا                             |
| ----------- | ------ | ------------------------------------ |
| Norliza 42' | Report | Fraser 2' · Simpson 9' · Clement 56' |

| ملعب: نادي أبيفيليوس، أبفيل |

| 21 سبتمبر 2001 13:00 |

| روسيا           | 1–1    | اليابان   |
| --------------- | ------ | --------- |
| Kravtchenko 16' | Report | Miura 36' |

| ملعب: نادي أبيفيليوس، أبفيل |

| 21 سبتمبر 2001 18:00 |

| بلجيكا | 0–4    | كندا                                           |
| ------ | ------ | ---------------------------------------------- |
|        | Report | Tingley 7'، 17' · MacNeill 47' · Rezansoff 65' |

| ملعب: نادي أبيفيليوس، أبفيل |

| 22 سبتمبر 2001 13:00 |

| ماليزيا | 0–6    | اليابان                                            |
| ------- | ------ | -------------------------------------------------- |
|         | Report | Tsukui 2'، 13' · Morimoto 9' · Miura 15'، 39'، 65' |

| ملعب: نادي أميان، أميان |

| 22 سبتمبر 2001 18:00 |

| كندا                     | 2–3    | ليتوانيا                                |
| ------------------------ | ------ | --------------------------------------- |
| Price 24' · Cuthbert 46' | Report | Kubilinskienė 10'، 47' · Guibinaitė 36' |

| ملعب: نادي أميان، أميان |

| 22 سبتمبر 2001 20:00 |

| إسكتلندا                                              | 4–0    | بلجيكا |
| ----------------------------------------------------- | ------ | ------ |
| MacDonald 26' · Lampard 44' · Grant 56' · Simpson 61' | Report |        |

| ملعب: نادي أميان، أميان |

| 24 سبتمبر 2001 10:30 |

| ليتوانيا                                          | 3–0    | بلجيكا |
| ------------------------------------------------- | ------ | ------ |
| Petrutytė 20' · Zvinklytė 32' · Kubulinskienė 55' | Report |        |

| ملعب: نادي أبيفيليوس، أبفيل |

| 24 سبتمبر2001 13:00 |

| ماليزيا      | 1–8    | روسيا                                                                                                 |
| ------------ | ------ | --- |
| Norsaliza 7' | Report | Kravtchenko 20' · Dobrokhotova 26' · Tchegourdaeva 31' · Rotorgueva 33'، 45'، 64' · Polokova 62'، 69' |

| ملعب: نادي أبيفيليوس، أبفيل |

| 24 سبتمبر 2001 18:00 |

| اليابان   | 1–0    | إسكتلندا |
| --------- | ------ | -------- |
| Miura 61' | Report |          |

| ملعب: نادي أبيفيليوس، أبفيل |

| 25 سبتمبر 2001 13:00 |

| روسيا | 9–2    | بلجيكا                    |
| --- | ------ | ------------------------- |
| Sviridova 17'، 53' · Bassaitchuk 21'، 68' · Kravtchenko 44'، 54' · Tchegourdaeva 47' · Velmatkina 49' · E. Kravtchenko 57' | Report | Demeyere 26' · Bouché 29' |

| ملعب: نادي أبيفيليوس، أبفيل |

| 25 سبتمبر 2001 15:30 |

| ليتوانيا                                                             | 4–1    | ماليزيا    |
| -------------------------------------------------------------------- | ------ | ---------- |
| Gaidamaviciutė 1' · Kubilinskienė 7' · Petrutytė 27' · Janutaitė 69' | Report | Melati 64' |

| ملعب: نادي أبيفيليوس، أبفيل |

| 25 سبتمبر 2001 18:00 |

| اليابان      | 1–0    | كندا |
| ------------ | ------ | ---- |
| Morimoto 15' | Report |      |

| ملعب: نادي أبيفيليوس، أبفيل |

| 27 سبتمبر 2001 10:30 |

| روسيا                            | 2–1    | ليتوانيا         |
| -------------------------------- | ------ | ---------------- |
| Kravtchenko 6' · Bassaitchuk 32' | Report | Caikauskienė 66' |

| ملعب: نادي أميان، أميان |

| 27 سبتمبر 2001 13:00 |

| بلجيكا                                                      | 4–5    | ماليزيا                                                        |
| ----------------------------------------------------------- | ------ | -------------------------------------------------------------- |
| Bouché 2' · Tiffany 35' · van Regemortel 39' · Dequinze 61' | Report | Norsaliza 12' · Devaleela 16'، 48' · Munaziah 42' · Melati 68' |

| ملعب: نادي أميان، أميان |

| 27 سبتمبر 2001 15:30 |

| إسكتلندا         | 2–0    | كندا |
| ---------------- | ------ | ---- |
| Simpson 10'، 59' | Report |      |

| ملعب: نادي أميان، أميان |

### جولة التصنيف

#### المركز الثالث عشر والرابع عشر
| 29 سبتمبر 2001 08:00 |

| أوروغواي | 0–3    | بلجيكا                            |
| -------- | ------ | --------------------------------- |
|          | Report | Christiaens 55'، 68' · Turine 70' |

| ملعب: نادي أميان، أميان |

#### التصنيف من المركز التاسع إلى الثاني عشر
|  | العبور         | العبور         |   |                | المركز التاسع     | المركز التاسع |  |
|  |                |                |   |                |                   |               |  |
|  | 29 سبتمبر2001  |                |   |                |                   |               |  |
|  | فرنسا          | 4              |   |                |                   |               |  |
|  | ماليزيا        | 0              |   |                |                   |               |  |
|  |                |                |   |                |                   |               |  |
|  |                |                |   |                | 30 سبتمبر 2001    |               |  |
|  |                |                |   |                | فرنسا             | 3             |  |
|  |                | كندا           | 2 |                |                   |               |  |
|  |                |                |   |                |                   |               |  |
|  |                |                |   |                |                   |               |  |
|  |                |                |   |                | المركز الحادي عشر |               |  |
|  | 29 سبتمبر 2001 | 29 سبتمبر 2001 |   | 30 سبتمبر 2001 | 30 سبتمبر 2001    |               |  |
|  | كندا           | 5              |   | ماليزيا        | 2                 |               |  |
|  | كازاخستان      | 1              |   |                | كازاخستان         | 5             |  |

##### العبور
| 29 سبتمبر 2001 10:30 |

| فرنسا                                     | 4–0    | ماليزيا |
| ----------------------------------------- | ------ | ------- |
| Delloye 17'، 44' · Hure 53' · Bergere 60' | Report |         |

| ملعب: نادي أميان، أميان |

| 29 سبتمبر 2001 19:30 |

| كندا                                             | 5–1    | كازاخستان       |
| ------------------------------------------------ | ------ | --------------- |
| MacNeill 4'، 56'، 60' · Taunton 24' · Kopeck 31' | Report | Shelomanova 57' |

| ملعب: نادي أبيفيليوس، أبفيل |

##### المركز الحادي عشر والثاني عشر
| 30 سبتمبر 2001 10:30 |

| ماليزيا                  | 2–5    | كازاخستان                                                           |
| ------------------------ | ------ | ------------------------------------------------------------------- |
| Munazian 9' · Noriza 32' | Report | Svirskaya 16' · Apelganets 40'، 54' · Shelomanova 49' · Sumkina 67' |

| ملعب: نادي أميان، أميان |

##### المركز التاسع والعاشر
| 30 سبتمبر 2001 11:00 |

| فرنسا                                   | 3–2    | كندا              |
| --------------------------------------- | ------ | ----------------- |
| Llobet 21' · Brechon 55' · Lazennec 66' | Report | MacNeill 45'، 47' |

| ملعب: نادي أبيفيليوس، أبفيل |

#### التصنيف من المركز الخامس إلى الثامن
|  | العبور           | العبور          |   |                | المركز الخامس  | المركز الخامس |  |
|  |                  |                 |   |                |                |               |  |
|  | 29 سبتمبر2001    |                 |   |                |                |               |  |
|  | الهند            | 1               |   |                |                |               |  |
|  | إسكتلندا (a.e.t) | 2               |   |                |                |               |  |
|  |                  |                 |   |                |                |               |  |
|  |                  |                 |   |                | 30 سبتمبر 2001 |               |  |
|  |                  |                 |   |                | إسكتلندا       | 1             |  |
|  |                  | أيرلندا (a.e.t) | 2 |                |                |               |  |
|  |                  |                 |   |                |                |               |  |
|  |                  |                 |   |                |                |               |  |
|  |                  |                 |   |                | المركز السابع  |               |  |
|  | 29 سبتمبر 2001   | 29 سبتمبر 2001  |   | 30 سبتمبر 2001 | 30 سبتمبر 2001 |               |  |
|  | ليتوانيا         | 2 (–)           |   | الهند          | –              |               |  |
|  | أيرلندا (pen.)   | 2 (–)           |   |                | ليتوانيا       | –             |  |

##### العبور
| 29 سبتمبر 2001 13:00 |

| ليتوانيا                          | 2–2    | أيرلندا                     |
| --------------------------------- | ------ | --------------------------- |
| Kubilinskienė 18' · Petrutytė 34' | Report | Sixsmith 25' · McVicker 66' |
| ض.ت                               |        |                             |
| {{{penalties1}}}                  | 6–5    | {{{penalties2}}}            |

| ملعب: نادي أميان، أميان |

انتهت المباراة بالتعادل 2-2، وفازت ليتوانيا بركلات الترجيح اللاحقة بنتيجة 6-5. إلا أن قائدة أيرلندا، راشيل كولر، لاحظت أن ركلات الترجيح تُنفذ بترتيب خاطئ. تجاهلها حكام المباراة في البداية، لكن أيرلندا استأنفت، وقرر مدير البطولة إعادة ركلات الترجيح في اليوم التالي. مع ذلك، رفضت ليتوانيا المشاركة وانسحبت من البطولة.</ref>
| 29 سبتمبر 2001 17:30 |

| الهند    | 1–2 (a.e.t.) | إسكتلندا                    |
| -------- | ------------ | --------------------------- |
| Mamta 7' | Report       | Valentine 27' · Simpson 82' |

| ملعب: نادي أبيفيليوس، أبفيل |

##### المركز السابع والثامن
| 30 سبتمبر 2001 13:00 |

| الهند | –      | ليتوانيا |
| ----- | ------ | -------- |
|       | Report |          |

| ملعب: نادي أميان، أميان |

تم منح المباراة للهند بعد انساب ليتوانيا

##### المركز الخامس والسادس
| 29 سبتمبر 2001 13:30 |

| إسكتلندا | 1–2 (a.e.t.) | أيرلندا                     |
| -------- | ------------ | --------------------------- |
| Grant 9' | Report       | Orbinson 54' · McVicker 77' |

| ملعب: نادي أبيفيليوس، أبفيل |

بعد فوز أيرلندا على اسكتلندا بنتيجة 2-1 في هذه المباراة، تم تأكيد تأهلها في البداية إلى كأس العالم لهوكي السيدات 2002. قبل المباراة، نظم فريق ليتوانيا احتجاجًا بالجلوس على أرض الملعب. قدمت ليتوانيا استئنافًا جديدًا إلى الاتحاد الدولي للهوكي، الذي أمر بمشاركة أيرلندا وليتوانيا والهند ومنتخب الولايات المتحدة للهوكي النسائي في بطولة تأهيلية ثانية. كان من المقرر أن تلعب ليتوانيا ضد الهند في مباراة تحديد المركزين السابع والثامن قبل انسحابها. ولم تتمكن الولايات المتحدة من المشاركة في البطولة الأصلية بسبب تعطل جداول رحلات الطيران بعد هجمات 11 سبتمبر. لكن أيرلندا بدورها استأنفت أمام محكمة التحكيم الرياضية التي ألغت قرار الاتحاد الدولي للهوكي وأكدت في النهاية مكان أيرلندا في كأس العالم لهوكي السيدات عام 2002.

#### التصنيف من المركز الأول إلى الرابع
|  | نصف النهائي    | نصف النهائي    |   |                | النهائي         | النهائي |  |
|  |                |                |   |                |                 |         |  |
|  | 29 سبتمبر 2001 |                |   |                |                 |         |  |
|  | إنجلترا        | 2              |   |                |                 |         |  |
|  | اليابان        | 1              |   |                |                 |         |  |
|  |                |                |   |                |                 |         |  |
|  |                |                |   |                | 30 سبتمبر 2001  |         |  |
|  |                |                |   |                | إنجلترا         | 4       |  |
|  |                | روسيا          | 0 |                |                 |         |  |
|  |                |                |   |                |                 |         |  |
|  |                |                |   |                |                 |         |  |
|  |                |                |   |                | المركز الثالث   |         |  |
|  | 29 سبتمبر 2001 | 29 سبتمبر 2001 |   | 30 سبتمبر 2001 | 30 سبتمبر 2001  |         |  |
|  | روسيا          | 2              |   | اليابان        | 1 (3)           |         |  |
|  | أوكرانيا       | 1              |   |                | أوكرانيا (pen.) | 1 (4)   |  |

##### نصف النهائي
| 29 سبتمبر 2001 15:30 |

| إنجلترا                  | 2–1    | اليابان |
| ------------------------ | ------ | ------- |
| Cullen 38' · Bennett 48' | Report | Kato 8' |

| ملعب: نادي أميان، أميان |

| 29 سبتمبر 2001 15:30 |

| روسيا                 | 2–1    | أوكرانيا      |
| --------------------- | ------ | ------------- |
| Tchegourdaeva 7'، 44' | Report | Vasyukova 28' |

| ملعب: نادي أبيفيليوس، أبفيل |

##### المركز الثالث والرابع
| 30 سبتمبر 2001 15:30 |

| اليابان          | 1–1    | أوكرانيا         |
| ---------------- | ------ | ---------------- |
| Miura 15'        | Report | Kolomiyets 17'   |
| ض.ت              |        |                  |
| {{{penalties1}}} | 3–4    | {{{penalties2}}} |

| ملعب: نادي أميان، أميان |

##### النهائي
| 30 سبتمبر 2001 18:00 |

| إنجلترا                                          | 4–0    | روسيا |
| ------------------------------------------------ | ------ | ----- |
| Walsh 16'، 38' · Clewlow 65' · Marston-Smith 69' | Report |       |

| ملعب: نادي أميان، أميان |

## الجوائز
| لاعبة البطولة      | أفضل هدافة | أفضل لاعبة شابة في البطولة |
| ------------------ | ---------- | -------------------------- |
| مارينا تشيغوردايفا | كيكو ميورا | سانجاي تشانو               |

## الترتيب النهائي
وفقًا للاتفاقية الإحصائية في لعبة هوكي الحقل، يتم احتساب المباريات التي يتم حسمها في الوقت الإضافي على أنها انتصارات وخسارة، بينما يتم احتساب المباريات التي يتم حسمها بـ ركلات الترجيح على أنها تعادلات.
| م      | الفريق     | لعب | ف | ت | خ | أ.له | أ.ع | أ.ف | نقاط | Status                                       |
| ------ | ---------- | --- | - | - | - | ---- | --- | --- | ---- | -------------------------------------------- |
| الأول  | إنجلترا    | 8   | 8 | 0 | 0 | 26   | 4   | +22 | 24   | تأهل لكأس العالم 2002 للاتحاد الدولي للهوكي ‏ |
| الثاني | روسيا      | 8   | 6 | 1 | 1 | 27   | 10  | +17 | 19   | تأهل لكأس العالم 2002 للاتحاد الدولي للهوكي ‏ |
| الثالث | أوكرانيا   | 8   | 3 | 3 | 2 | 21   | 20  | +1  | 12   | تأهل لكأس العالم 2002 للاتحاد الدولي للهوكي ‏ |
| 4      | اليابان    | 8   | 5 | 2 | 1 | 19   | 4   | +15 | 17   | تأهل لكأس العالم 2002 للاتحاد الدولي للهوكي ‏ |
| 5      | أيرلندا    | 8   | 4 | 2 | 2 | 13   | 7   | +6  | 14   | تأهل لكأس العالم 2002 للاتحاد الدولي للهوكي ‏ |
| 6      | إسكتلندا   | 8   | 4 | 1 | 3 | 14   | 11  | +3  | 13   | تأهل لكأس العالم 2002 للاتحاد الدولي للهوكي ‏ |
| 7      | الهند      | 7   | 3 | 1 | 3 | 15   | 7   | +8  | 10   | سلسلة التصفيات المؤهلة ‏                      |
| 8      | ليتوانيا   | 7   | 3 | 2 | 2 | 15   | 12  | +3  | 11   |                                              |
| 9      | فرنسا (H)  | 8   | 4 | 1 | 3 | 14   | 15  | −1  | 13   |                                              |
| 10     | كندا       | 8   | 3 | 0 | 5 | 17   | 12  | +5  | 9    |                                              |
| 11     | كازاخستان  | 8   | 2 | 1 | 5 | 12   | 19  | −7  | 7    |                                              |
| 12     | ماليزيا    | 8   | 1 | 0 | 7 | 11   | 38  | −27 | 3    |                                              |
| 13     | بلجيكا     | 7   | 1 | 0 | 6 | 9    | 30  | −21 | 3    |                                              |
| 14     | الأوروغواي | 7   | 0 | 0 | 7 | 1    | 25  | −24 | 0    |                                              |

## الهدافات
عدد الأهداف المُسجلة  214 هدفًا  في 55 مباراة، بمتوسط 3.89 هدفًا في المباراة الواحدة.
8 أهداف
- كيكو ميورا

7 أهداف
- كارين ماكنييل

6 أهداف
- لينسي ماكفيكر
- رونا سمبسون

5 أهداف
- أوريليا كوبيلينسكيين
- ناثاليا كرافتشينكو
- زانا سافينكو

4 أهداف
- ميلاني كليوولو
- ليسا كينج
- جين سميث  [لغات أخرى]‏
- مورييل لازينيك
- جوتي سونيتا كولو
- جينيفر بيرك
- ساكي موريموتو
- يلينا أبلجانيتز
- أولغا شيلومانوفا
- داليا بيتروتيت
- غالينا باسايتشوك
- إيلينا بولوفكوفا
- مارينا تشيغوردايفا
- تيتيانا كوبزينكو
- سفيتلانا كولومييتس

3 أهداف
- أوبين غرايمز
- تينا كولين
- كارولين ديلووي
- مامتا خراب
- توشي تسوكوي
- يلينا سفيرسكايا
- منازية مسلم
- إيكاترينا روتورجيفا

هدفان
- أوليفيا بوشيه
- آن كريستيان
- سو تينجلي
- آنا بينيت
- كيت والش
- بيجي بيرجيري
- سومان بالا
- سانجاي تشانو
- سوريندر كور
- جيل أوربينسون
- جيدري جايدامافيتشيوت
- ديفاليلا ديفاداسان
- تشي إنان ميلاتي تشي إبراهيم
- نورليزا سهلي
- نورساليزا أحمد سوبني
- إيرينا سفيريدوفا
- أولغا فيلماتكيما
- أليسون جرانت
- سوزان ماكدونالد
- فيريدي بيليالوفا
- أولينا فريتش
- تيتيانا سالينكو
- ناتاليا فاسيوكوفا

هدف
- ماجالي ديمير
- مايتي ديكوينزي
- آن صوفي فان ريجمورتيل
- تيفاني ثيس
- صوفي تورين
- ديبورا كوثبرت
- لورلي كوبيك
- ريبيكا برايس
- كيلي ريزانسوف
- كريستين تاونتون
- جينيفر بيمسون
- سارة بلانكس
- إيلينا ليند
- دينيس مارستون سميث
- بيردي ميلر
- راشيل ووكر
- لوسيلا رايت
- ستيفاني بريشون
- جوينايلي دوتيل
- صوفي هور
- صوفي لوبيت
- أوريلي مورين
- سيتا جوسين
- أمانديب كور
- دافني سيكسميث
- ساشيمي إيواو
- أكيمي كاتو
- أكيكو كيتادا
- يوكو موريشيتا
- ناديجدا سومكينا
- فيرجينيا كايكاوسكيني
- أسورا جانوتايتي
- جوانا غويبنايتي
- جورستا زفينكلايت
- ناتاليا دوبروكوتوفا
- إيكاترينا كرافتشينكو
- تاتيانا فاسيوكوفا
- ليندا كليمنت
- سوزان فريزر
- كلير لامبارد
- شيريل فالنتين
- آنا هيرنانديز

## روابط خارجية
- الموقع الرسمي